# 1876 en santé et médecine
| Années de la santé et de la médecine : 1873 - 1874 - 1875 - 1876 - 1877 - 1878 - 1879    |
| Décennies de la santé et de la médecine : 1840 - 1850 - 1860 - 1870 - 1880 - 1890 - 1900 |

Cet article présente les faits marquants de l'année 1876 en santé et médecine.

## Publications
- Edward Hammond Clarke (en) et al. : A century of American medicine, 1776-1876 (« Cent ans de médecine aux États-Unis, 1776-1876 ».
- Cesare Lombroso : publication originale, en italien, de L'Homme criminel[1].
- Wilhelm Wundt (1832-1920) : Über den Einfluss der Philosophie auf die Erfahrungswissenschaften (« De l'influence de la philosophie sur les sciences expérimentales », discours de rentrée académique du 20 novembre 1875), Leipzig, 1876[2].

## Naissances
- 18 mai : Maurice Favre (mort en 1954), dermatologue français.
- 20 mai : Antoine Porot (mort en 1965), psychiatre français.
- 28 octobre : Rosalie Slaughter Morton, (morte en 1968), Américaine, médecin.
- 1er novembre : Paul Rohmer (mort en 1977), médecin alsacien, considéré comme l'un des fondateurs de la pédiatrie française moderne.

## Décès
- 28 février : John Thomas Perceval (né en 1803), officier de l'armée britannique enfermé dans un asile d'aliénés pendant trois ans et qui a passé le reste de sa vie à faire campagne pour la réforme des lois sur l'internement.
- 21 septembre : Thomas Laycock (né en 1812), neurophysiologiste anglais.
- 6 novembre : Jean-Louis Lambert (né en 1806), médecin, chirurgien et homme politique français[3],[4].